# The Ladykillers (2004)
The Ladykillers is een Amerikaanse zwarte komedie van Ethan Coen en Joel Coen uit 2004. De hoofdrol is voor Tom Hanks. De film is een herverfilming van de in 1955 uitgebrachte film The Ladykillers.

## Verhaal
Professor Dorr zoekt enkele dieven bij elkaar om een casinoboot te beroven. Hij besluit om een kamer te huren bij Marva Munson, een krasse oude dame die al een tijdje alleen leeft. De oude dame heeft zo haar bedenkingen als de professor haar vertelt van zijn muziekclubje dat alleen maar kerkmuziek oefent in de kelder. Maar in plaats van muziek te spelen, graven ze een tunnel naar de plek waar de kluis van het casino aan land wordt bewaard.
De prof slijmt alles bij elkaar bij de oude dame om te verbloemen wat er werkelijk gebeurt. Zo roept hij bij een enorme explosie dat hij niets heeft gehoord. Op het moment dat de buit binnen is en ze net voorgoed willen vertrekken, geraakt mevrouw Munson op de hoogte van hun diefstal. De dieven besluiten dan ook de vrouw te vermoorden. Dit is echter makkelijker gezegd dan gedaan.

## Rolverdeling
| Acteur        | Personage           |
| ------------- | ------------------- |
| Tom Hanks     | Professor G.H. Dorr |
| Irma P. Hall  | Marva Munson        |
| Marlon Wayans | Gawain MacSam       |
| J.K. Simmons  | Garth Pancake       |
| Tzi Ma        | The General         |
| Ryan Hurst    | Lump Hudson         |